# جون بيردان
جون بيردان هو سياسي أمريكي، ولد في 16 ديسمبر 1798، وتوفي في 11 أكتوبر 1841.